# Eset
ESET, s.r.o. è una casa produttrice di software, fondata nel 1992 a Bratislava con uffici a San Diego, Wexford, Londra, Praga, Cracovia e Milano
Il prodotto più noto di ESET è l'antivirus NOD32. NOD32 viene prodotto sia per home computer sia per sistemi enterprise. In particolare, il motore di analisi NOD32 è disponibile nei maggiori sistemi operativi Windows (ESET NOD32 o ESET Smart Security), Unix, Linux, Novell, MS-DOS, macOS (ESET Cybersecurity) e Android (ESET Mobile Security - esistono versioni anche per Symbian OS e Windows Mobile). Su queste piattaforme protegge mail server come Microsoft Exchange Server, Lotus Domino e altri. ESET Smart Security per Windows e Cybersecurity Pro per Mac offrono anche firewall e parental-control. Oltre al classico metodo del file delle firme, il prodotto utilizza un metodo avanzato di analisi euristica. Il notiziario sui virus collegato al prodotto è classificato come uno dei migliori.
Il nome della compagnia è l'acronimo della frase Essential Security against Evolving Threats.
ESET compete nell'industria degli antivirus contro Avira, BullGuard, F-Secure, Frisk, Kaspersky, McAfee, Panda Security, Sophos e Symantec tra gli altri.
Eset è stata riconosciuta come l'azienda slovacca di maggior successo nel 2008, 2009 e nel 2010.